# ياو بريكو
ياو بريكو (بالإنجليزية: Yaw Preko)‏ (مواليد 8 سبتمبر 1974 في أكرا) هو لاعب كرة قدم غاني سابق، لعب كمهاجم.

## مسيرته
بدأ ياو مسيرته مع نادي باورلاينز، وهو نادي غانيّ صغير، أما أول نادي أوروبي لعب له فكان رويال أندرلخت، وفاز معهم بدوري بلجيكا ثلاث مرات. لعب بعد ذلك في تركيا في الفترة بين عامي 1997 و2004 قبل أن ينضم إلى نادي هالمستاد في الدوري السويدي الممتاز. غادر في عام 2005 بعد عدم تجديد النادي لعقده ليلعب لصالح نادي الاتفاق السعودي، لعب معهم قرابة العامين ثم أمضى لصالح نادي هوانغ آنه جيا لاي في الدوري الفيتنامي. غادر اللاعب فايتنام بعد موسم واحد، معلنًا عن رغبته في العودة للعب في الدوري الغاني.

## دوليًا
لعب ياو 68 مباراة دوليةً مع غانا، وكان من ضمن المنتخب الأولمبي الفائز ببرونزية كرة القدم في الألعاب الأولمبية الصيفية 1992 في برشلونة.

## روابط خارجية
- ياو بريكو على موقع الاتحاد الدولي (مؤرشف)  (الإنجليزية)
- ياو بريكو على موقع اتحاد تركيا (لاعب) (الإنجليزية)
- ياو بريكو على موقع قاعدة بيانات كرة القدم.إي يو (الإنجليزية)
- ياو بريكو على موقع ناشيونال فوتبول تيمز (الإنجليزية)
- ياو بريكو على موقع اللجنة الأولمبية الدولية (الإنجليزية)
- ياو بريكو على موقع أوليمبيديا (الإنجليزية)
- Yaw Preko swedish FA profile
- Yaw Preko to play in Vietnam
- Yaw Preko profile